# Novantinoe thomasi
Novantinoe thomasi är en skalbaggsart som beskrevs av Santos-silva och Hovore 2007. Novantinoe thomasi ingår i släktet Novantinoe och familjen långhorningar.
Artens utbredningsområde är Guatemala. Inga underarter finns listade i Catalogue of Life.